# Peter Boysen Jensen
Peter Boysen Jensen, född 18 januari 1883 i Hjerting, död 21 november 1959, var en dansk växtfysiolog.
Bosen Jensen blev mag. scient. 1908 och dr. phil. 1910 på avhandlingen Sukkersønderdelingen under Respirationsprocessen hos højere Planter. Han var assistent vid Köpenhamns universitets växtfysiologiska laboratorium 1907-27, lektor i växtfysiologi där 1922-27 och professor från 1927. Han blev ledamot av Videnskabernes Selskab 1929 och av Vetenskapsakademien i Stockholm 1938.